# دانيال جيمس (مؤرخ)
دانيال جيمس (بالإنجليزية: Daniel James)‏ هو مؤرخ بريطاني، ولد في 8 أغسطس 1948 في شبرتون ‏ في المملكة المتحدة.